# Location
Il termine inglese location, in italiano esterno, nel linguaggio cinematografico, indica uno dei luoghi utilizzati per le riprese di un film per simularne l'ambientazione. In italiano, l'esterno è il luogo sfruttato per riprese effettuate all'aperto, mentre l'interno è l'ambiente chiuso, che può costituire sia un luogo reale che una ricostruzione effettuata all'interno di un teatro di posa, laddove l'inglese location fa riferimento unicamente ad ambienti preesistenti. Per la precisione, location significa posto, luogo, ubicazione.. Gergalmente viene erroneamente tradotto, per assonanza, con il termine locazione e talvolta viene usato nella lingua italiana accostandogli, sempre erroneamente, il significato del termine inglese premises.

## Scelta degli ambienti
Rispetto all'ambientazione, che nella narrativa come nella filmografia comprende le unità di luogo e di tempo e il clima storico del contesto, location indica la scelta dei luoghi in cui realizzare fattivamente l'ambientazione della storia. Prossima alla location è la scenografia. Il significato di location, nello specifico, è esattamente il set scelto per un film o una sequenza fotografica.

### Passato, presente e futuro
Ambientare una storia cinematografica, teatrale, televisiva o narrativa, come si è accennato, significa non solo la scelta del contesto di luogo, ma si riferisce anche al tempo, che può riguardare un passato recente o remoto, come avviene per un'ambientazione storica, o riferirsi a un'epoca futura, come nel caso della fantascienza. In alcune famose ambientazioni sono stati scelti il passato, il presente e il futuro, come per esempio è avvenuto con La macchina del tempo di Herbert George Wells, da cui sono state tratte tre sceneggiature.

### Le tre unità
La scelta temporale dell'ambientazione di una vicenda risale storicamente al teatro e alla tragedia greca con l'unità di tempo, di luogo e di azione. Aristotele (Poetica, V) scrive che la favola tragica deve risultare compiuta e perfetta e avere unità, deve fare tutto il possibile per svolgersi in un sol giro di sole o poco più, mentre l'epopea non ha limiti di tempo. La regola dell'unità, pur tra dissensi autorevoli (per esempio, quello del Manzoni) fu osservata fino al Romanticismo.

## Ruolo dello scenografo
La location di un film riguarda la scelta di una città, un quartiere, alcune strade, un luogo naturale per la ripresa di un film. Le location di un film sono individuate dal location manager su indicazione dello scenografo ed in collaborazione con il regista ed il direttore della fotografia. Per individuare le location si parte dalla cosiddetta "lista degli ambienti", generalmente fornita dal regista.

## Turismo di massa
Oggi le location dei film sono oggetto di attenzione anche da parte degli operatori turistici per la realizzazione di itinerari ispirati al cineturismo.
Il richiamo della location a volte è così forte che si svolgono veri pellegrinaggi laici di fan, soprattutto tra gli adolescenti, con appositi itinerari turistici collegati a luoghi cult del mondo del cinema e della cultura di massa. In proposito sono nati anche dei siti web che consentono, attraverso l'uso delle mappe satellitari, di ricercare le principali location di film diventati veri cult. Il fenomeno sociale del cineturismo e del turismo legato alla cultura di massa ha assunto dimensioni così significative sulle economie locali che ha risvegliato l'interesse pubblico per indirizzare, con incentivi sia operativi sia finanziari, la scelta delle location di film, documentari, e perfino spot pubblicitari, con la nascita di un intero settore nell'ambito del convenzionale marketing turistico, ad esempio con la proliferazione delle cosiddette Film commission.
Il termine è entrato in uso anche nel mondo dell'organizzazione di eventi, un ambito in costante ricerca di ambientazioni sempre più nuove e originali.